# Junior Delgado
Junior Delgado    (Oscar Hibbert, Jamaica, Kingston, 1958. augusztus 25. – London, 2005. április 11.) jamaicai reggae-énekes.
Felesége Janet, és hét gyermekük van.

## Lemezei
- 1978 Dance A Dub
- 1979 Effort [aka Sisters And Brothers]
- Love Tickles Like Magic
- Taste Of The Young Heart
- 1981 More She Love It
- 1982 Bush Master Revolution
- 1985 Sisters and Brothers
- Hot Stuff / It Takes Two To Tango
- 1986 Raggamuffin Year
- Rockers Non Stop
- 1988 One Step More
- 1989 Dub School/We A Blood
- 1990 Run Run
- 1991 The 20 Classic Hits of Junior Delgado
- 1998  Fearless
- 1999 Reasons
- Turn Him Over
- Prophecy
- 4 Reasons
- 2003Tichion
- Caution
- Original Guerilla Music
- 2005 Sons of Slaves
- Invisible Music 2005

## Külső hivatkozások
- Jamaican Observer gyászjelentés
- diszkográfia